# Архитектоника
Архитекто́ника (от др.-греч. ἀρχιτεκτονική — «главное строение») — построение художественного произведения, «выстроенность», означающая ясно воспринимаемую цельность. Часто употребляется в том же значении, что и термин «композиция», хотя это неверно по существу. Качество архитектоничности — одно из многих свойств композиции художественного произведения, оно возникает «в результате применения художником акцентации, артикуляции, соподчинённости частей: отношений целого и детали, главного и второстепенного, верха и низа, центра и периферии». Этим термин архитектоника отличается от простой тектоники — «выстроенности» без художественно-образной акцентации главного в отношении к второстепенному. Таким образом архитектоника соотносится с идейным смыслом художественного произведения, а тектоника остаётся в области формальных структур, хотя такое разделение условно и имеет множество связей и переходных форм.

## Этимология и интерпретация понятия
Термин архитектоника состоит из двух слов греческого происхождения: др.-греч. ἀρχι (archi) — главный и др.-греч. τεκτον (tektos) — строить, возводить, что в прямом переводе означает «главное устроение» (или основное строение). Это слово является однокоренным со словами: архитектор (древнерусское архитектонъ, главный строитель), архитектура. Родственный термин: текто́ника (от др.-греч. τεκτονική — строение, построение) — качество формы, определяемое отражением на её поверхности внутренней конструкции (функциональной структуры), например, архитектурной, живописной или графической. Впервые слово «тектоника» в качестве научного термина использовал в середине XIX в. немецкий археолог Карл Готтлиб Бёттихер. Архитектоничность — ясно воспринимаемая целостность, соподчиненность и закономерность связи частей и целого. В отличие от простой тектоничности, архитектоника имеет не только формальный, но и семантический смысл. Архитектоника призвана выражать соподчиненность главного и второстепенного, то есть композиционный смысл формы. Поэтому качествами тектоничности могут обладать и природные объекты: скалы, деревья, но архитектоничность характеризует только произведения человеческого разума, осмысления формы и придания ей чувства и смысла.
Именно архитектоника формирует главное впечатление от восприятия объекта. Через цельность внешнего образа архитектоника выражает главную композиционную идею (иначе говоря, составляет образ объекта). Именно этим архитектоника отличается от тектоники, представляющей собой только эстетические качества конструкции и материала.
Аналогичное значение имеют эти понятия также в живописи, графике, скульптуре, литературе и даже музыке. К примеру, музыканты говорят о некоем «архитектоническом слухе» (тренированная способность на слух оценивать соразмерность и красоту музыкальной композиции). В применении к литературному творчеству понятие архитектоники объединяет в себе соотношение частей произведения, расположение и взаимную связь его компонентов (слагаемых), образующих вместе некоторое художественное единство. В понятие архитектоники входит как внешняя структура произведения, так и построение сюжета: деление произведения на части, тип рассказывания (от автора или от лица особого рассказчика), роль диалога, та или иная последовательность событий (временная или с нарушением хронологического принципа), введение в повествовательную ткань различных описаний, авторских рассуждений и лирических отступлений, группировка действующих лиц и т. п.
Приёмы архитектоники составляют один из существенных элементов стиля (в широком смысле слова) и вместе с ним являются социально обусловленными. Поэтому они изменяются в связи с социально-экономической жизнью данного общества, с появлением на исторической сцене новых классов и групп. Если взять, например, романы Тургенева, то мы найдём в них последовательность в изложении событий, плавность в ходе повествования, установку на гармоническую стройность целого, важную композиционную роль пейзажа. Эти черты легко объясняются как бытом поместья, так и психикой его обитателей. Романы Достоевского строятся по совершенно иным законам: действие начинается с середины, повествование течёт быстро, скачками, замечается также внешняя несоразмерность частей. Эти свойства архитектоники точно так же определяются особенностями изображаемой среды — столичного мещанства. В пределах одного и того же литературного стиля приёмы архитектоники изменяются в зависимости от художественного жанра (роман, повесть, рассказ, поэма, драматическое произведение, лирическое стихотворение). Каждый жанр характеризуется рядом специфических признаков, требующих своеобразной композиции.